# Pierre Monteux

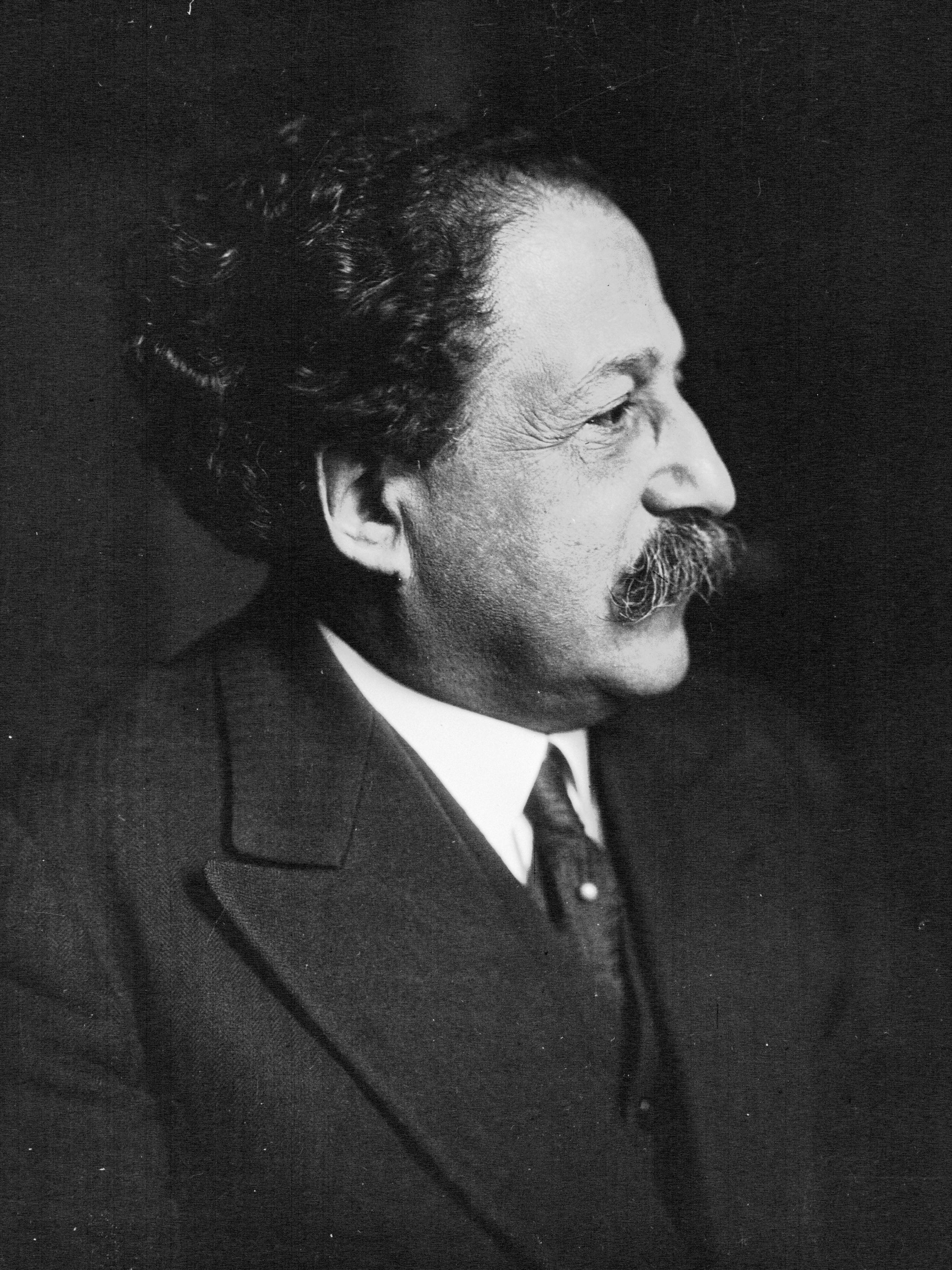
Pierre Monteux 1933

Pierre Monteux (* 4. April 1875 in Paris; † 1. Juli 1964 in Hancock, Maine, USA) war ein französisch-US-amerikanischer Dirigent.

## Leben und Wirken
Pierre Monteux war nach einem Violinstudium am Pariser Konservatorium zunächst als Geiger in den Folies Bergère und als Bratschist im Geloso Quartett tätig und spielte dabei noch Johannes Brahms vor, der später zu seinen Lieblingskomponisten zählte. 17 Jahre lang war er erster Bratschist im Orchestre des Concerts Colonne in Paris. Erste Erfahrungen als Dirigent sammelte er insbesondere im Casinoorchester in Dieppe. Monteux nahm bis 1917 am Ersten Weltkrieg teil, wurde wegen der Teilnahme an einer USA-Tournee der Ballets Russes freigestellt. Er fiel Djagilew und Strawinski auf und leitete die Uraufführungen von Strawinskis Balletten Petruschka und Le sacre du printemps. Bei letzterer kam es zu tumultartigen Ausschreitungen im Publikum; Monteux dirigierte die Aufführung in stoischer Ruhe zu Ende und war fortan berühmt. In der Folge erhielt er ein Engagement an der Metropolitan Opera für das französische Repertoire, er war Chefdirigent der Orchester in Boston (1919–1924), Concertgebouw-Orchester Amsterdam (1924–1934, als 2. Dirigent, neben Mengelberg), Paris (1929–1938), San Francisco (1937–1952) und London (ab 1961). Außerdem war er von 1917 bis 1919 und 1953 bis 1956 an der Metropolitan Opera tätig.
Als beliebter Gastdirigent trat er u. a. mit den Wiener Philharmonikern auf. Seine Schallplattenfirmen ließen ihn vor allem Werke französischer und russischer Komponisten einspielen. Er selbst zog Beethoven, Brahms und Wagner vor. Seine Chicagoer Aufnahme der Sinfonie in d-Moll von César Franck aus dem Jahr 1961 gilt als bis heute unerreichte Referenzeinspielung. Herausragend sind auch seine Einspielungen von Ravels Daphnis et Chloé, Elgars Enigma-Variationen, Tschaikowskis Schwanensee sowie von Jules Massenets Oper Manon. Bereits 1932 begann Monteux, Kurse für angehende Dirigenten zu veranstalten. In Paris gründete er 1934 die heute noch bestehende Dirigentenschule École Monteux, die er 1943 an seinen Alterswohnsitz in Hancock verlegte. Zu seinen Schülern gehören André Previn, Neville Marriner, Anshel Brusilow, David Zinman und Erich Kunzel. Unter Monteux gelangten neben den Werken von Strawinski Werke von Debussy, Ravel, Poulenc und Antheil zur Uraufführung.
Er war dreimal verheiratet und ist Vater des Flötisten und Dirigenten Claude Monteux. Sein in Deutschland 1965 geborener Urenkel Kirk Monteux, klassischer Gitarrist und Musikproduzent, setzt die musikalische Tradition seiner Familie mit den künstlerischen Möglichkeiten der modernen Kompositionstechniken fort.
Pierre Monteux wurde auf dem Riverside Cemetery in Hancock (Maine) beigesetzt.